# Bělotín
Bělotín är en ort i Tjeckien.   Den ligger i regionen Olomouc, i den östra delen av landet, 250 km öster om huvudstaden Prag. Bělotín ligger 294 meter över havet och antalet invånare är 1 630.
Terrängen runt Bělotín är platt åt sydost, men åt nordväst är den kuperad. Runt Bělotín är det ganska tätbefolkat, med 60 invånare per kvadratkilometer. Närmaste större samhälle är Hranice, 7,1 km sydväst om Bělotín. Trakten runt Bělotín består till största delen av jordbruksmark.